# Зіг і Шарко
«Зіг і Шарко» (фр. Zig et Sharko) — французький анімаційний мультсеріал компанії Xilam. Перша серія вийшла 21 грудня 2010 року.

## Сюжет
Прекрасна русалка Марина живе на морському дні, її люблять всі мешканці підводного світу. А найвірнішим другом морської красуні, давно стала величезна акула Шарко. Тільки злісна гієна Зіг дивиться на русалку з погано прихованою пожадливістю, мріючи її повністю з'їсти. Гієна намагається ближче підібратися до красуні, придумуючи все нові для неї пастки. У своїх підступних справах лиходій навіть використовує маленького доброго молюска Берні, який живе зовсім близько від Марини. . .
Дія серіалу відбувається на тільки кожен сезон. Наприклад:
- Перший сезон - відбувається на Острові і Підводному світі. Марина і Шарко живуть в підводному будинку, Зіг і Берні на Острові.

- Другий сезон - відбувається на березі острова і пляжі. Марина і Шарко живуть в пісочному замку, Зіг і Берні живуть в старому літаку на дереві.

- Третій сезон - Марина, Шарко, Зіг і Берні вирушили в морську подорож на Океанському лайнері або Круїзному судні.

## Персонажі

### Головні персонажі
- Зіг - вічно голодна гієна. Мріє піймати русалку Марину, щоб з'їсти її, проте всі його плани руйнуються.
- Шарко - акула, друг і надійний захисник Марини, який заважає планам Зіга в затриманні Марини. Здатний пересуватися по суші. У деяких серіях він укладав тимчасове перемир'я з Зігом заради того, щоб з його допомогою вирішити якусь проблему (наприклад, врятувати Марину з біди). Улюблене заняття - гра в пінг-понг. У другому сезоні працює рятувальником на пляжі.
- Марина - красива, вразлива, життєрадісна і весела русалка, яка проводить свій час сидячи на виступаючій біля острова скелі. Здатна пересуватися на своєму хвості як на ногах, по суші. У першому сезоні живе в підводному будинку, у другому - в пісочному замку на березі острова. Вміє дуже добре співати.
- Берні - надзвичайно розумний і винахідливий рак-відлюдник, друг Зіга, який допомагає йому в затриманні Марини і є хлопцем живої шпильки Марини.

### Інші персонажі
- Восьминіг - морський мешканець. З'являється в 1 сезоні. Найчастіше виступає як продавець, домашній працівник або партнер Шарко по пінг-понгу.
- Мавпа - один з жителів острова. Великого росту, тому він часто б'є Зіга, якщо той чимось виводить його з себе.
- Король Нептун - живе під водою в розкішному палаці, неподалік від будинку подружжя Марини та Шарко. Особиста зброя - тризуб, який працює на батарейках. Має при собі радника-лангуста і цілу армію охоронців-косаток. Усіляко прагне справити враження на Марину і захопити її за собою, але Шарко йому перешкоджає. Але найчастіше виступає як наскрізний персонаж.
- Посейдон - батько Марини, з'являється в деяких серіях другого і третього сезону. Живе під водою, але іноді виходить на сушу, щоб допомогти доньці і Шарко в чому-небудь. Як і Нептун, озброєний тризубом.
- Робінзон - з'являється в 11 серії першого сезону. Він розумний, сильніше Зіга, але слабкіше Шарко. На острові Робінзон закохується в Марину і починає воювати з Зігом і Шарко разом. В кінці серії Шарко запихає його в пляшку і викидає в море.
- Господар вулкана - з'являється в деяких серіях другого і третього сезону. Живе в кратері вулкана. Одягнений в чорний плащ, а над головою у нього горить блакитнувате полум'я. Значної ролі не грає, але в двох серіях спробував хитрістю зловити Марину.
- Божевільний дельфін - з'являється в двох серіях першого сезону. Живе в дельфінарії неподалік. Зіг використовує його для здійснення своїх цілей. Незважаючи на свій божевільний вид, він має непогані здібності, наприклад, може замінувати корабель або острів і підірвати їх.
- Слабозорий капітан корабля - з'являється рідко на початку серій «Дурні будівельники», «Обамбучений», «Обдурювання» і т. д. Через поганий зір капітана корабель врізається в острів, а сам він спливає на рятувальному човні. Найчастіше на кораблі буває який-небудь вантаж, яким потім користуються герої.
- Дикий пілот - з'являється в другому, і третім сезоні, живе разом з Зігом і Берні в старому літаку, який зазнав колись аварії над островом і підвісився на ліанах одного дерева. Не блищить розумом, але іноді теж грає роль в розвитку сюжету будь-якої серії.
- Єгипетська мумія - з'являється в двох серіях другого сезону. На вигляд страшна, але в душі доброзичлива. У першій серії живе в піраміді, яку Зіг, Марина, Шарко і Берні розкопали на пляжі. Намагалася проявляти гостинність, але коли герої вирішили втекти з піраміди, розлютилася і вирішила їх зупинити, щоб не залишитися знову на самоті. Але в підсумку вона все ж одумується і переселяється на поверхню. У другій серії живе безпосередньо на острові і займається дрібною торгівлею. Продає Зігу два магічних талісмана, за допомогою яких той намагається перемогти Шарко.
- Морська зірка - «шпилька» Марини. Повторює міміку її очей. Взаємно закохана в Берні. Бере активну участь в сюжеті лише в одній серії.